# 小行星5422
小行星5422（英語：5422 Hodgkin）是一颗围绕太阳公转的小行星。1982年12月23日，柳德米拉·卡拉季奇在克里米亚发现了此天体。
这颗小行星的绝对星等为9.74048等。